# Zaranga pannosa
Zaranga pannosa là một loài bướm đêm thuộc họ Notodontidae. Nó được tìm thấy ở châu Á, bao gồm Ấn Độ, Nepal, Pakistan, Trung Quốc, Đài Loan và Nhật Bản.
Sải cánh dài 52-70mm.

## Phụ loài
- Zaranga pannosa necopinatus
- Zaranga pannosa pannosa